# Luis Fernando Sepúlveda
Luis Fernando Sepúlveda Villar (Curicó, 8 de abril de 1974) es un ciclista de ruta y pista chileno. Ha ganado en dos ocasiones de la Vuelta Ciclista de Chile (1999 y 2000) y en pista fue campeón panamericano en persecución por equipos en 2005 y 2012.

## Palmarés

### Carretera
| 1998 - Vuelta a Chile 1999 - Vuelta a Chile 2000 - Vuelta a Chile 2001 - 1 etapa de la Vuelta a Chile 2002 - 1 etapa de la Vuelta a Chile 2004 - 1 etapa de la Vuelta a Chile | 2006 - 3 en la Vuelta a Chile. 2008 - 1 etapa de la Vuelta a Bolivia - 1 etapa de la Vuelta a Ecuador 2009 - Vuelta Independencia Nacional, más 2 etapas - 1 etapa de la Vuelta de Paraná 2010 - Campeonato de Chile en Ruta - 1 etapa de la Vuelta a Bolivia 2012 - 1 etapa de la Vuelta a Bolivia |

### Pista
2005
- Campeonato Panamericano Persecución por Equipos (haciendo equipo con Marco Arriagada, Enzo Cesareo y Gonzalo Miranda)

2012
- Campeonato Panamericano Persecución por Equipos (haciendo equipo con Antonio Cabrera, Pablo Seisdedos y Gonzalo Miranda)

2013
- 2.º en los Juegos Bolivarianos Prueba por puntos
- 2.º en los Juegos Bolivarianos Madison o Americana (haciendo equipo con Antonio Cabrera)
- 3.º en los Juegos Bolivarianos Persecución por equipos (haciendo equipo con Luis Mansilla, Felipe Peñaloza, Antonio Cabrera)

2017
- 2º en Juegos Bolivarianos de 2017 en prueba de Scratch

2018
- 2º en Juegos Suramericanos en Persecución por equipos  (junto con Claudio García, Felipe Peñaloza, Pablo Seisdedos)